# Dominik Glöbl

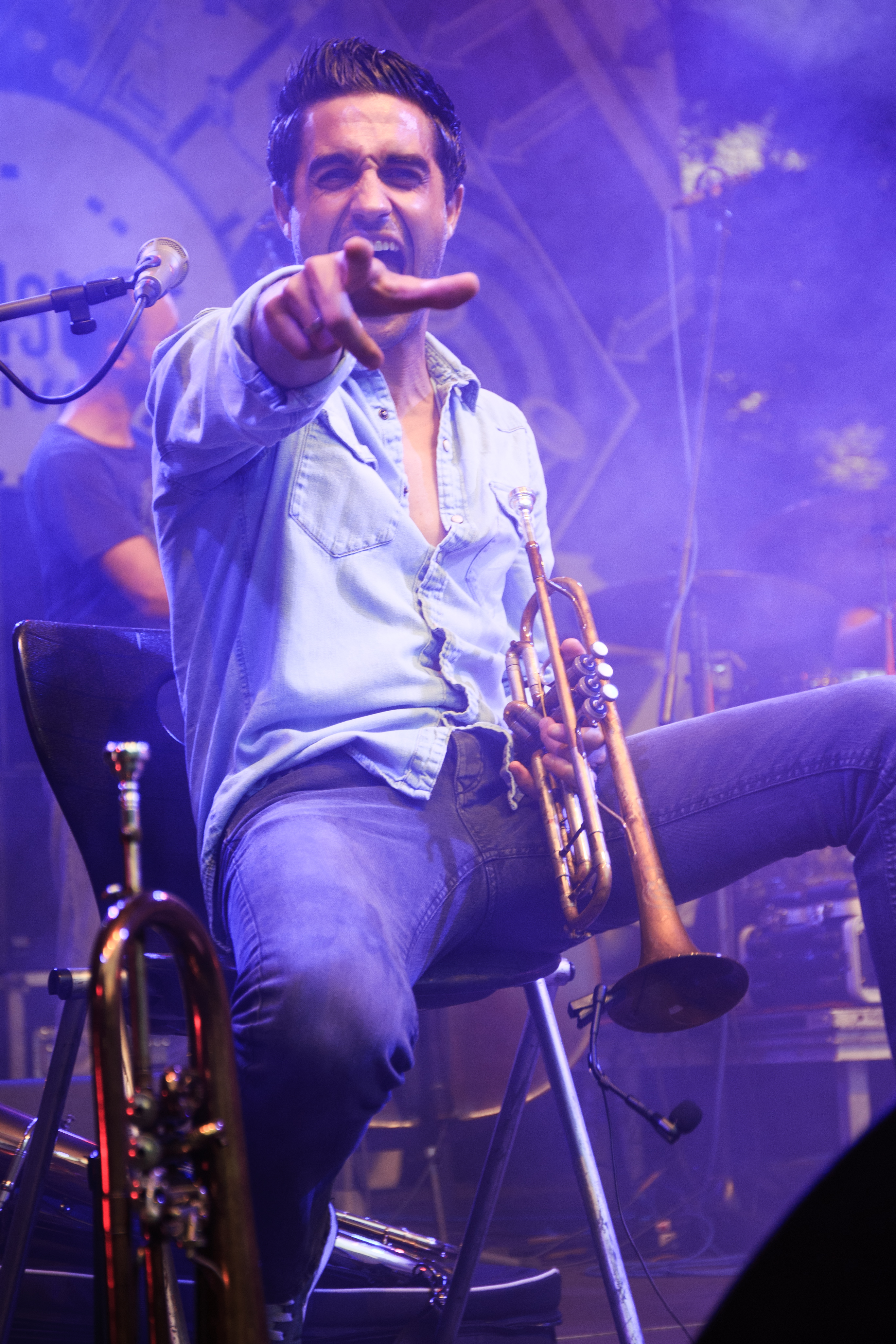
Dominik Glöbl mit "Dreiviertelblut" in Rudolstadt

Dominik Glöbl (* 25. Mai 1984 in Straubing) ist ein deutscher Musiker und Fernsehmoderator.

## Werdegang
Grundlage für den musikalischen Werdegang von Dominik Glöbl war seine musikalisch begeisterte Familie, die ihm die entsprechende Ausbildung ermöglichte. An der Kreismusikschule Straubing-Bogen bekam er mit zehn Jahren ersten Trompetenunterricht. 2003 machte er mit Leistungskursfach Musik sein Abitur am Anton-Bruckner-Gymnasium Straubing.
2005 begann Glöbl an der Hochschule für Musik und Theater München bei Claus Reichstaller das Studium im Fach „Jazztrompete“, das er 2009 mit dem künstlerischen und pädagogischen Diplom abschloss. Seine Studien ergänzte er durch Unterricht bei Axel Schlosser und Christoph Well und nahm an Workshops bei Rüdiger Baldauf, Randy Brecker, Andy Haderer, Ingrid Jensen, James Morrison und Bobby Shew teil, was sein weiteres Wirken maßgeblich beeinflusste.
Zusammen mit 5 Schulfreunden gründete er 2003 die Gruppe „Die Bayerischen Löwen“, mit denen er bis 2019 auf der Bühne stand.
Dominik Glöbl spielte von 2003 bis 2008 im Landesjugendjazzorchester Bayern Lead- und Solotrompete und stand mit zahlreichen Musikern wie etwa Jay Ashby, Rüdiger Baldauf, Ingolf Burkhardt, Bruno Castellucci, Dusko Goykovich, Herb Geller, Don Menza, Claus Reichstaller, Claudio Roditi, John Ruocco, Jürgen Seefelder, Peter Tuscher oder Joe Viera auf der Bühne. Er trat mit verschiedenen Bands, wie der Allstar Bigband Regensburg,  den Münchner Symphonikern, der Blue Eyes Bigband,  Mnozil Brass, oder Moop Mama auf.
Mit verschiedenen Bands unternahm er Konzertreisen, die ihn nach Russland, Kanada, Singapur, Amerika, Island, Ukraine und ins europäische Ausland führten. Glöbl arbeitete als freischaffender Musiker am Gärtnerplatztheater München (Tootsie), Theater Regensburg (Die Dreigroschenoper), am Landestheater Niederbayern (Irma la Douce, Cabaret) und bei den Kreuzgangspielen Feuchtwangen (My Fair Lady). Glöbl war 2008 und 2009 Mitglied der „European Bigband Academy“ unter der Leitung von Peter Herbolzheimer, mit der er im In- und Ausland konzertierte.
Er widmet sich neben seiner Konzerttätigkeit der Ausbildung junger Musiker und ist seit September 2010 als Instrumentallehrer für Trompete und Posaune am musischen Von-Müller-Gymnasium Regensburg tätig.
2019 moderierte Dominik Glöbl das große Klassik Open Air in Nürnberg und musizierte dort auch gemeinsam mit Sergei Nakariakov und den Nürnberger Symphonikern.
Mit seinen Bands Dreiviertelblut und den Schlenkerer spielt Dominik Glöbl regelmäßig Tourneen in Deutschland und Europa.
Von 2017 bis 2024 moderierte er die Wirtshausmusikanten beim Hirzinger als Co-Moderator zusammen mit Traudi Siferlinger im Bayerischen Fernsehen.
Seit 2022 präsentiert Dominik Glöbl die Serie "ein Bayer in Oberösterreich" beim Linzer Privatfernsehsender LT1.

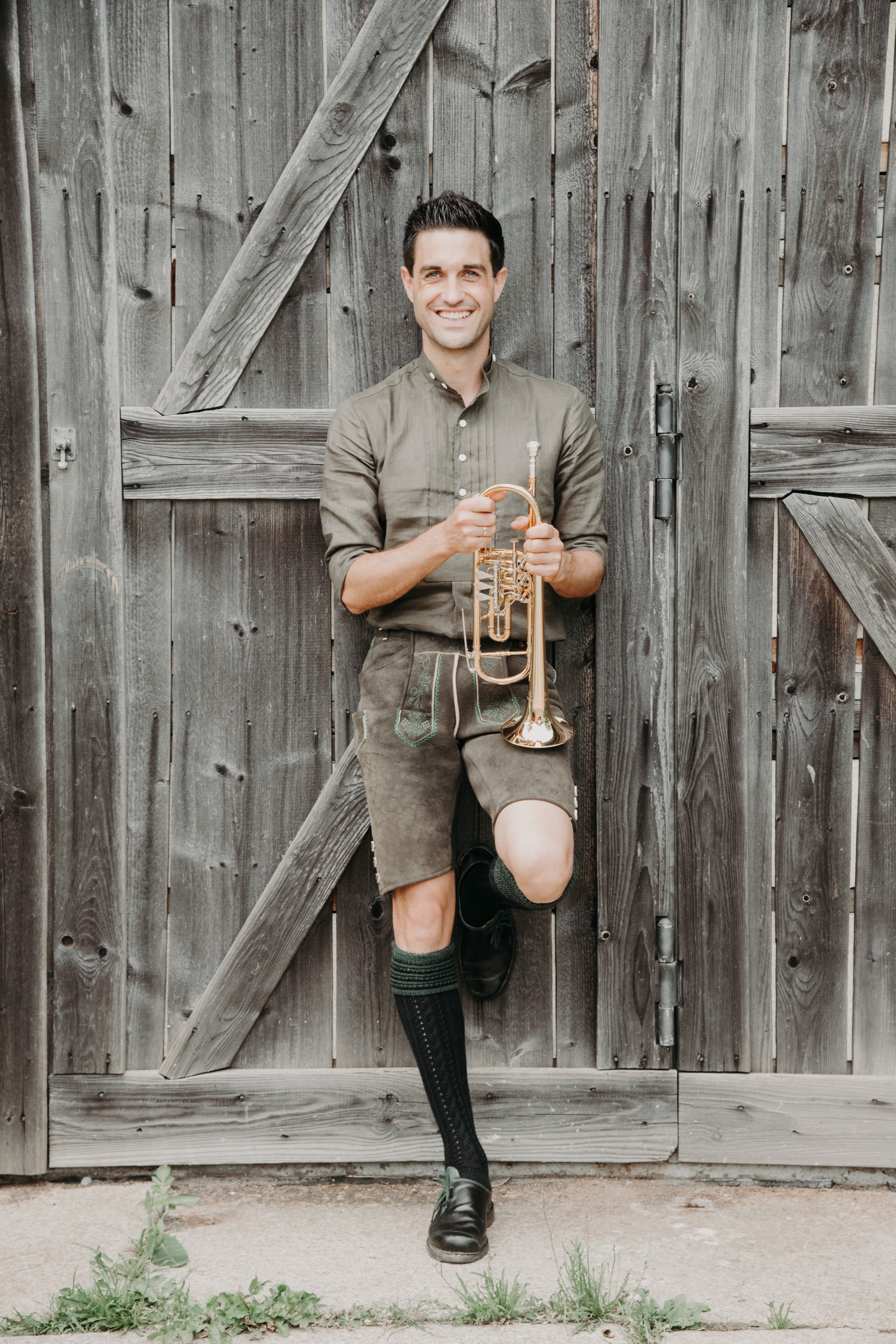
Dominik Glöbl mit den Schlenkerern 2021.

Seit 2023 moderiert Dominik Glöbl das Wiesn Platzkonzert "Unter der Bavaria" für den Bayerischen Rundfunk.
Im Jahr 2024 übernahm Dominik Glöbl die Moderation von Musik in den Bergen im BR Fernsehen.

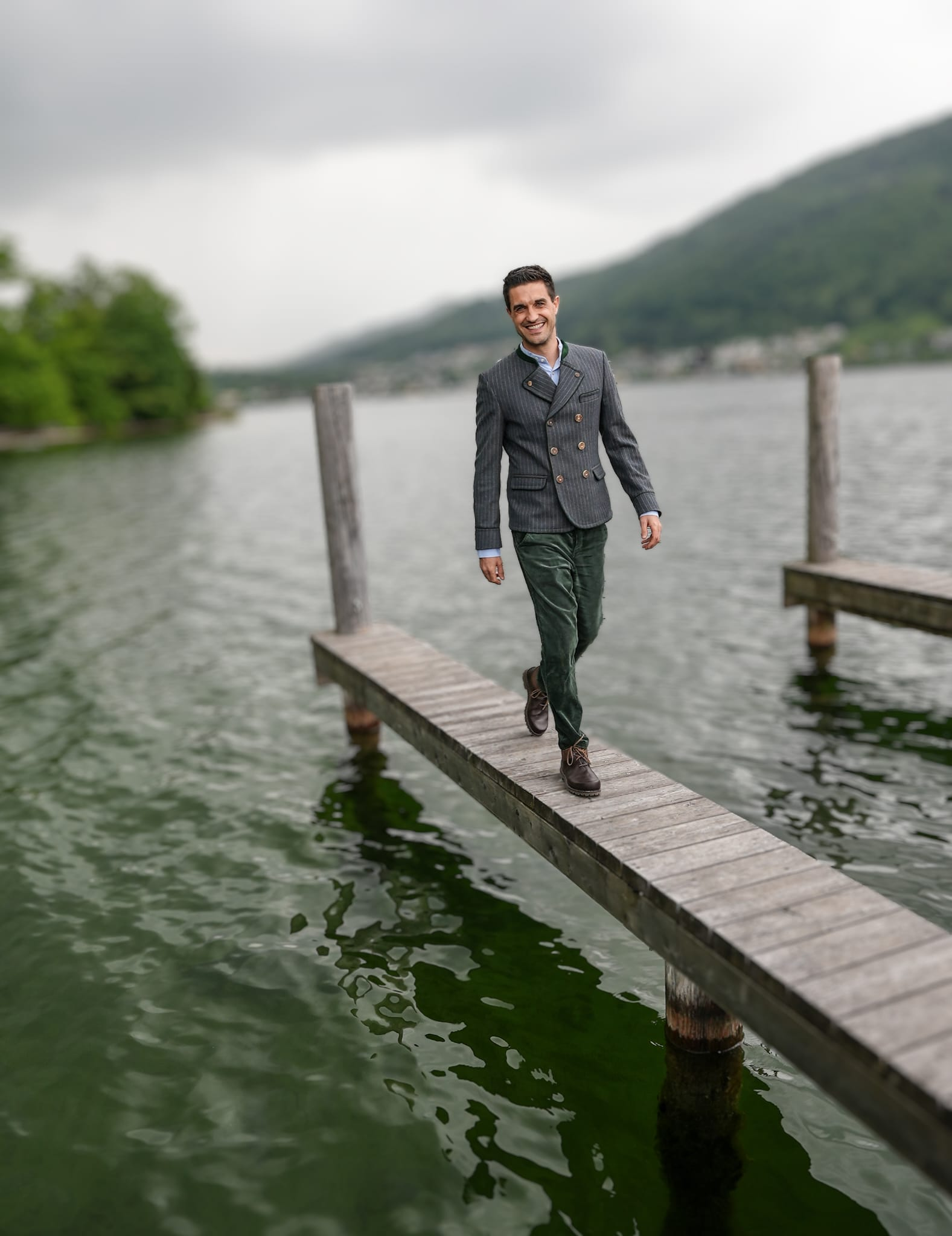
Dominik Glöbl bei Musik in den Bergen

Dominik Glöbl wohnt in Straubing im niederbayerischen Landkreis Straubing-Bogen und hat zwei Kinder.

## Preise
- 2003: „Jugend jazzt“ Bayern
- 2007: Gewinner des „Skoda-Bigband-Wettbewerbs “beim Jazzfest in Bingen mit der „Foobirds Bigband“, Kulmbach
- 2008: „Austrian Newcomer Award“ (mit der Gruppe „Schein“)